# Blu-ray Disc Association
Die Blu-ray Disc Association (kurz BDA) ist das Industriekonsortium, das die Blu-ray-Disc-Technologie entwickelt und lizenziert und für die Festlegung von Formatstandards und die Förderung von Geschäftsmöglichkeiten für Blu-ray Disc verantwortlich ist.

## Geschichte
Im Februar 2002 gründeten neun führende Elektronikfirmen, nämlich Matsushita, Pioneer, Philips, Thomson, LG Electronics, Hitachi, Sharp, Samsung und Sony die Blu-ray Disc Founders. Zu einem späteren Zeitpunkt benannte sich die Vereinigung in Blu-ray Disc Association um. Sie bildeten den Gegenpart zu dem DVD Forum, das sich für die Entwicklung der HD DVD entschied.
2003 und Anfang 2004 schlossen sich den neun Gründern noch vier weitere Firmen an: Mitsubishi Electric, Dell, HP und TDK.
Um noch mehr Mitglieder und Unterstützer zu bekommen, wurde dann schließlich 2004 die Blu-ray Association gegründet, die heute über 250 Mitglieder hat.

## Die Vorstandschaft
Die Vorstandschaft der Blu-ray Association besteht aus folgenden Firmen:
- Dolby Laboratories, Inc.
- Hewlett-Packard Company
- Hitachi Ltd.
- Intel Corporation
- LG Electronics Inc.
- Microsoft Corp.
- Mitsubishi Electric Corporation
- Oracle Corporation
- Panasonic Corporation
- Koninklijke Philips Electronics N.V.
- Pioneer Corporation
- Samsung Electronics Co., Ltd.
- Sharp Corporation
- Sony Corporation
- TDK Corporation
- Technicolor
- 20th Century Fox Home Entertainment
- Universal Studios Home Entertainment
- The Walt Disney Studios
- Warner Bros. Entertainment Inc.